# Resolución 3 del Consejo de Seguridad de las Naciones Unidas
La resolución 3 del Consejo de Seguridad de las Naciones Unidas, aprobada el 4 de abril de 1946, aplazaba hasta el 6 de mayo el debate que a petición de Irán debería determinar si el proceso de retirada de tropas soviéticas de territorio iraní había concluido. 
El 3 de abril, por petición del Consejo en la 28ª sesión, la Unión Soviética puso en conocimiento del Secretario General que la retirada total se estimaba en "cinco o seis semanas" y que las negociaciones en otros asuntos con el gobierno de Irán no guardaban relación con el retiro de las tropas. En ese último sentido, el texto de la resolución afirmaba el deseo de "evitar toda posibilidad de que la presencia de tropas de la URSS en Irán pudiera utilizarse para influir en el curso de las negociaciones entre los Gobiernos de Irán y de la URSS."
La resolución fue aprobada por mayoría. Australia, aunque presente, no participó en la votación. La URSS estuvo ausente en la sesión.